# Olympiade d'échecs de 1956
L'Olympiade d'échecs de 1956 est une compétition mondiale par équipes et par pays organisée par la FIDE. Les pays s'affrontent sur 4 échiquiers. Chaque équipe peut présenter 6 joueurs (4 titulaires et 2 suppléants).
Cette 12e Olympiade s'est déroulée du 31 août au 25 septembre à Moscou.
Les points ne sont pas attribués au regard des résultats des matches inter-nations, mais en fonction des résultats individuels sur chaque échiquier (un point par partie gagnée, un demi-point pour une nulle, zéro point pour une défaite).

## Tournoi masculin

### Contexte
Cette olympiade réunit 34 nations. Toutes les grandes nations d'échecs sont présentes à l'exception des États-Unis. À noter la présence pour la première fois de nations asiatiques : Philippines, Inde, Iran et Mongolie.
La compétition se déroule sur deux tours. Les équipes sont réparties en 4 groupes éliminatoires, les trois premiers de chaque groupe se disputant la finale A, les trois suivants la finale B, le reste étant versé dans la finale C.

### Résultats
| Classement final |                      |      |
| 1er              | Union soviétique     | 31   |
| 2e               | Yougoslavie          | 26,5 |
| 3e               | Hongrie              | 26,5 |
| 4e               | Argentine            | 23   |
| 5e               | Allemagne de l'Ouest | 22   |

La France est reversée en finale B. Elle est classée 21e de l'olympiade. La Belgique est 16e.
La Yougoslavie et la Hongrie sont départagées par les résultats des matches inter-nations : Yougoslavie (+7 -1 =3) ; Hongrie (+6 -2 =4).

### Participants individuels
- Pour l'URSS : Botvinnik, Smyslov, Kérès, Bronstein, Taïmanov, Geller.
- Pour la Yougoslavie : Gligorić, Matanović, Ivkov, Karaklajić, Milić, Đurašević.
- Pour la Hongrie : Szabo, Barcza, Benko, Szilagyi, Bely, Portisch.
- Pour la France : Muffang, Boutteville, Burnstein, Noradounghian, Catozzi.
- Pour la Belgique : O'Kelly, Dunkelblum, Limbos, Thibaut, Boey, Van den Broeck.